# Alepocephalus australis
Alepocephalus australis es una especie de pez del género Alepocephalus, familia Alepocephalidae. Fue descrita científicamente por Barnard en 1923.
Se distribuye por el Atlántico Centro-Oriental: posiblemente desde el golfo de Guinea hasta Sudáfrica. La longitud estándar (SL) es de 69 centímetros. Especie batidemersal que puede sumergirse entre 1000-2600 metros de profundidad.
Está clasificada como una especie marina inofensiva para el ser humano.